# Pella (Iowa)

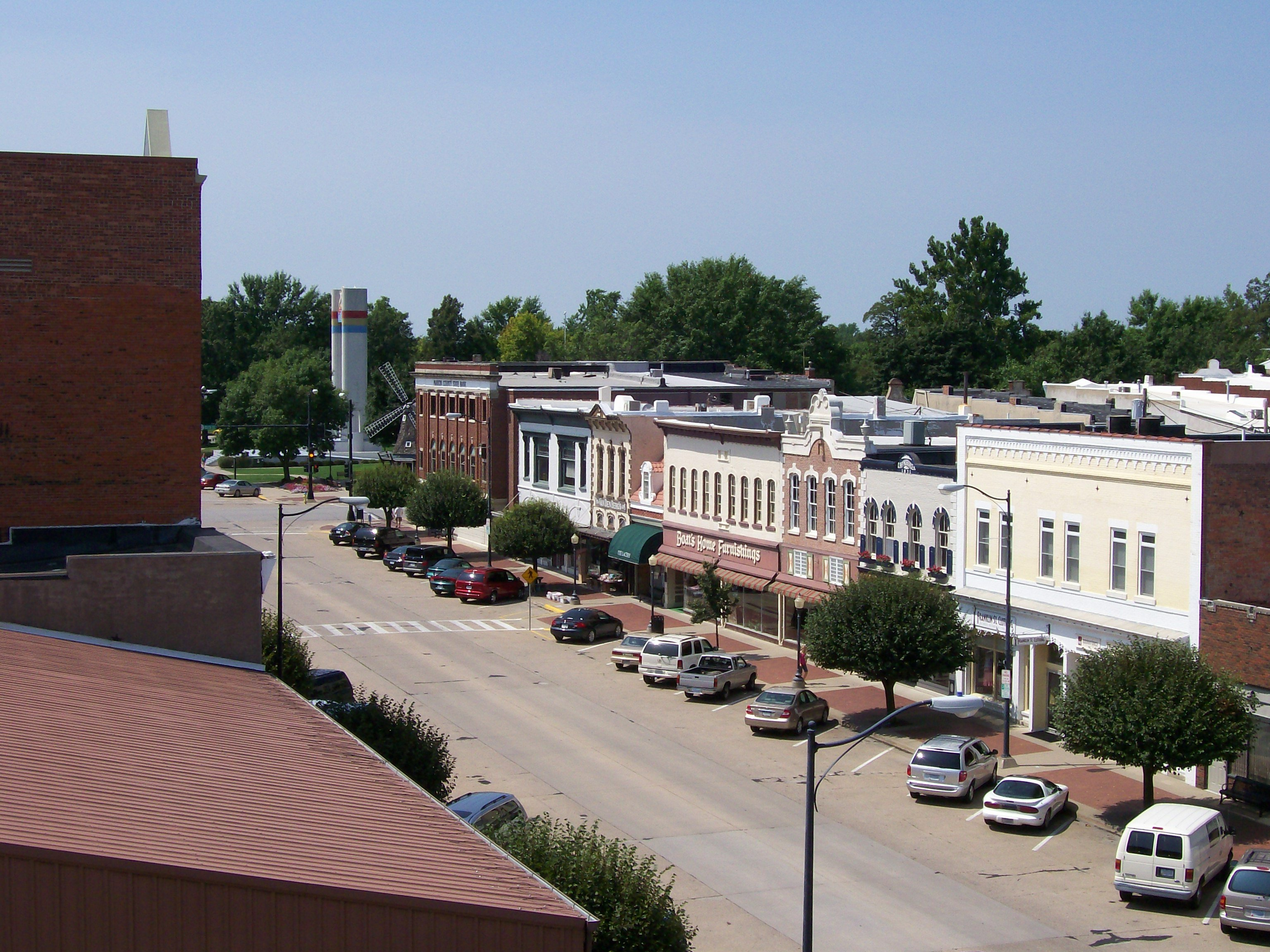

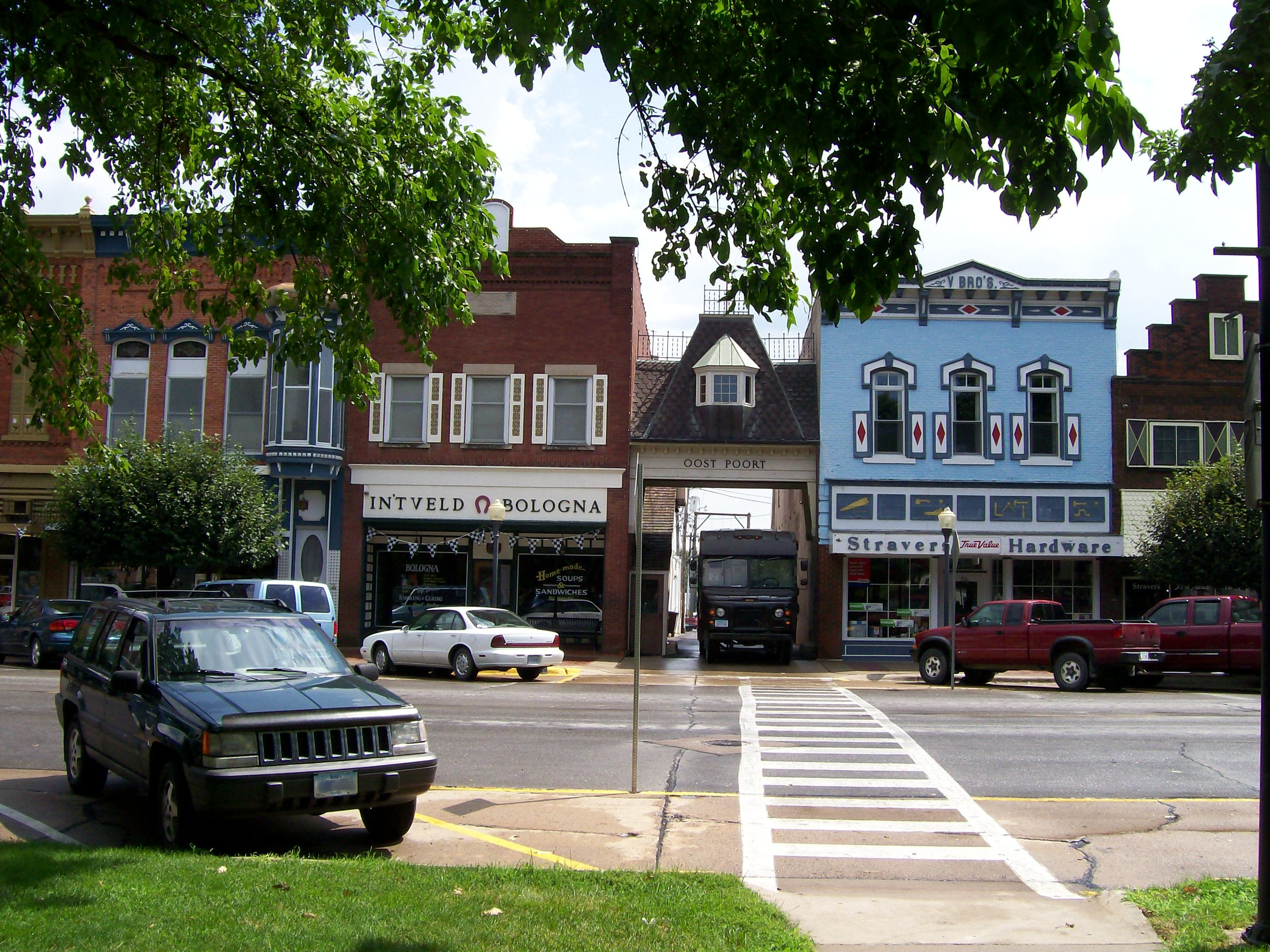

Pella (Iowa) is een stadje in de staat Iowa in de Verenigde Staten van Amerika.
Het stadje kent een groot aantal inwoners met Nederlandse voorouders, afstammelingen van de groep emigranten die onder leiding van de predikant Hendrik Scholte in 1847 uit Noord Brabant verhuisden. Er is een Hollands openluchtmuseum gevestigd, compleet met een grote stellingmolen, de 'Vermeer Mill'. De naam Pella is afkomstig van de Palestijnse stad Pella, een toevluchtsoord voor Christenen in de eerste eeuw.
Er wordt door oudere inwoners nog beperkt Pella-Nederlands gesproken, een dialect van het Nederlands met elementen uit het grensgebied van Zuid-Holland en Gelderland.

## Demografie
Bij de volkstelling in 2000 werd het aantal inwoners vastgesteld op 9832. In 2006 is het aantal inwoners door het United States Census Bureau geschat op 10.245, een stijging van 413 (4,2%).

## Geografie
Volgens het United States Census Bureau beslaat de plaats een oppervlakte van 17,7 km², geheel bestaande uit land. Pella ligt op ongeveer 264 m boven zeeniveau.

## Plaatsen in de nabije omgeving
De onderstaande figuur toont nabijgelegen plaatsen in een straal van 20 km rond Pella.

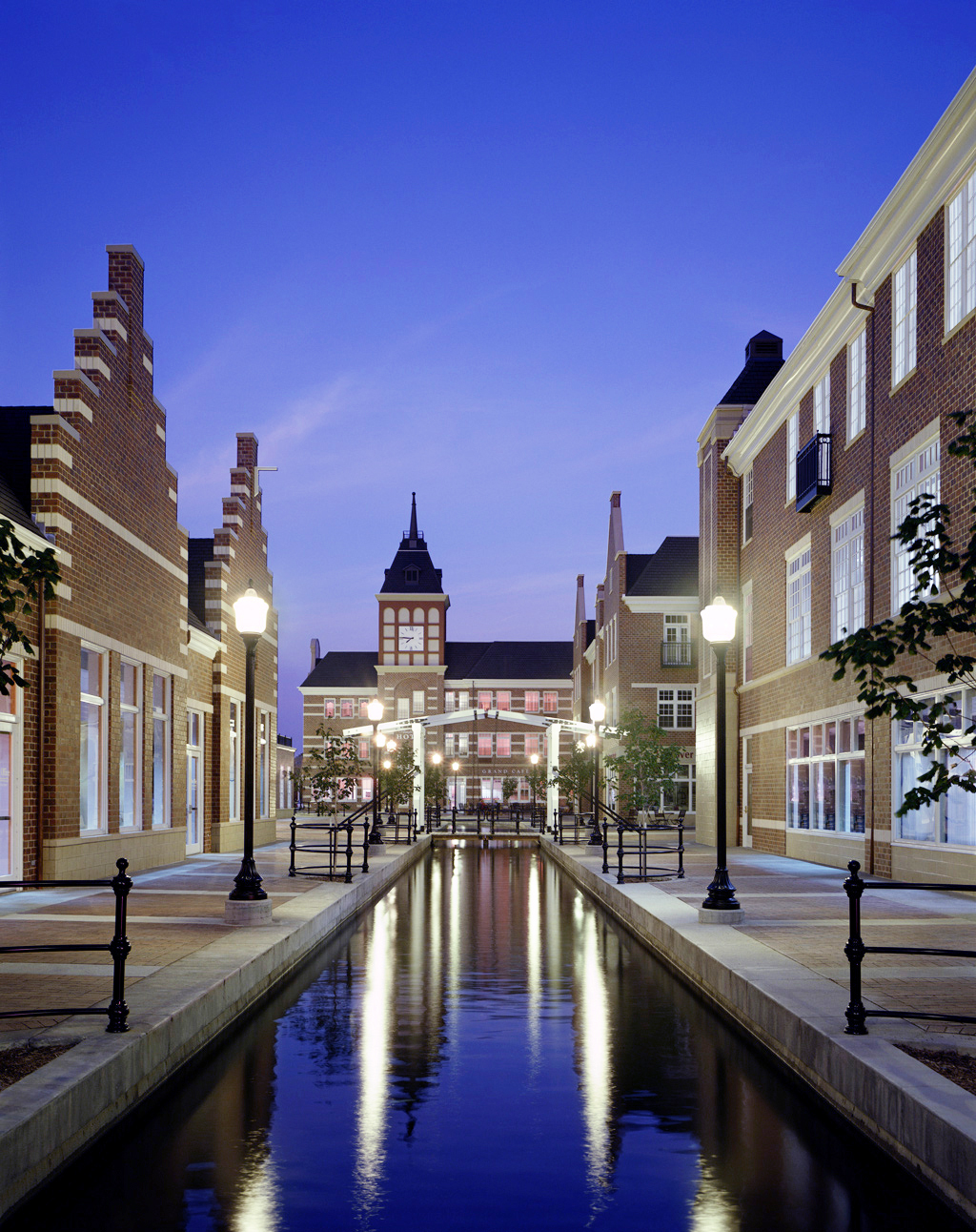
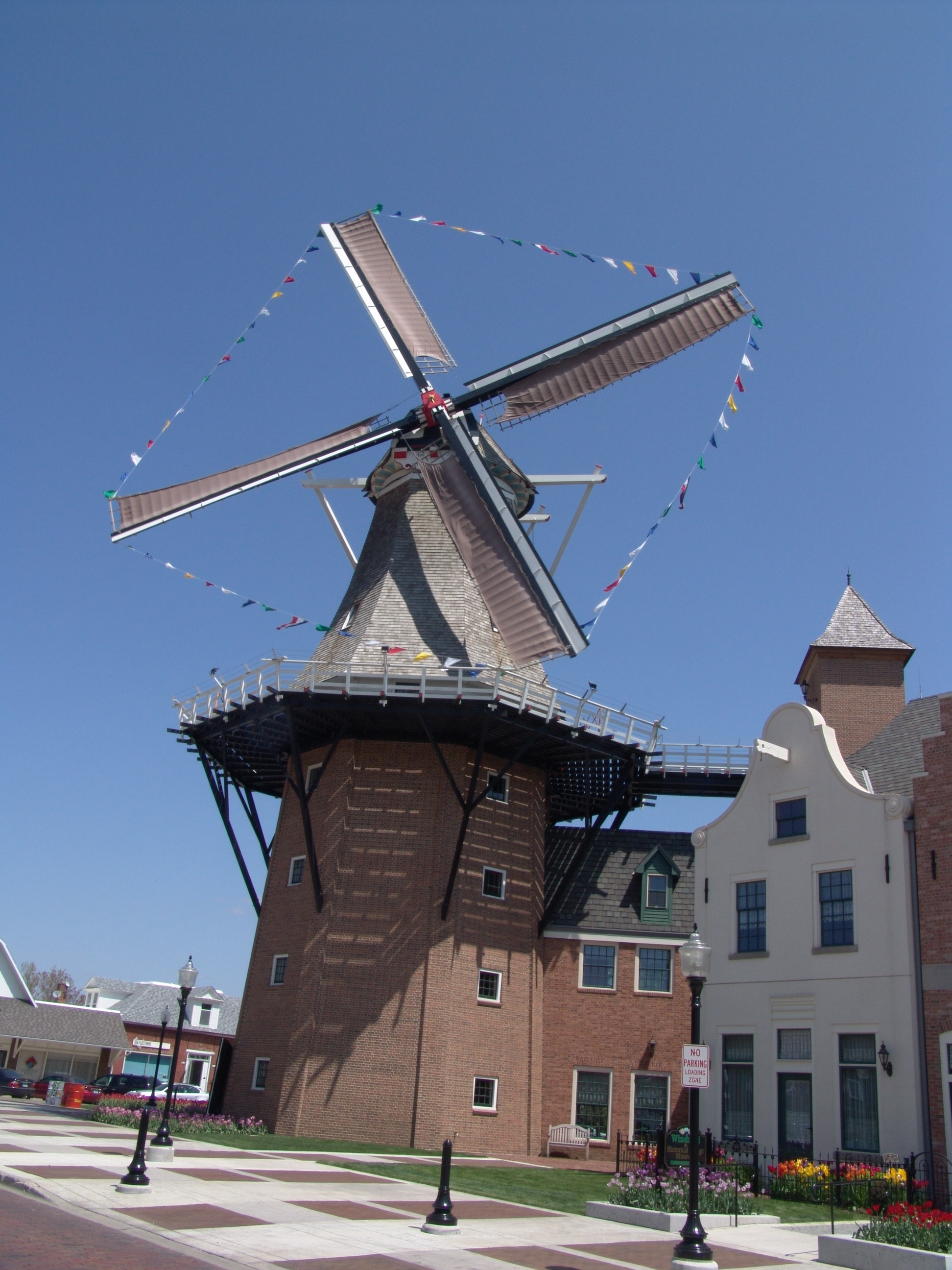
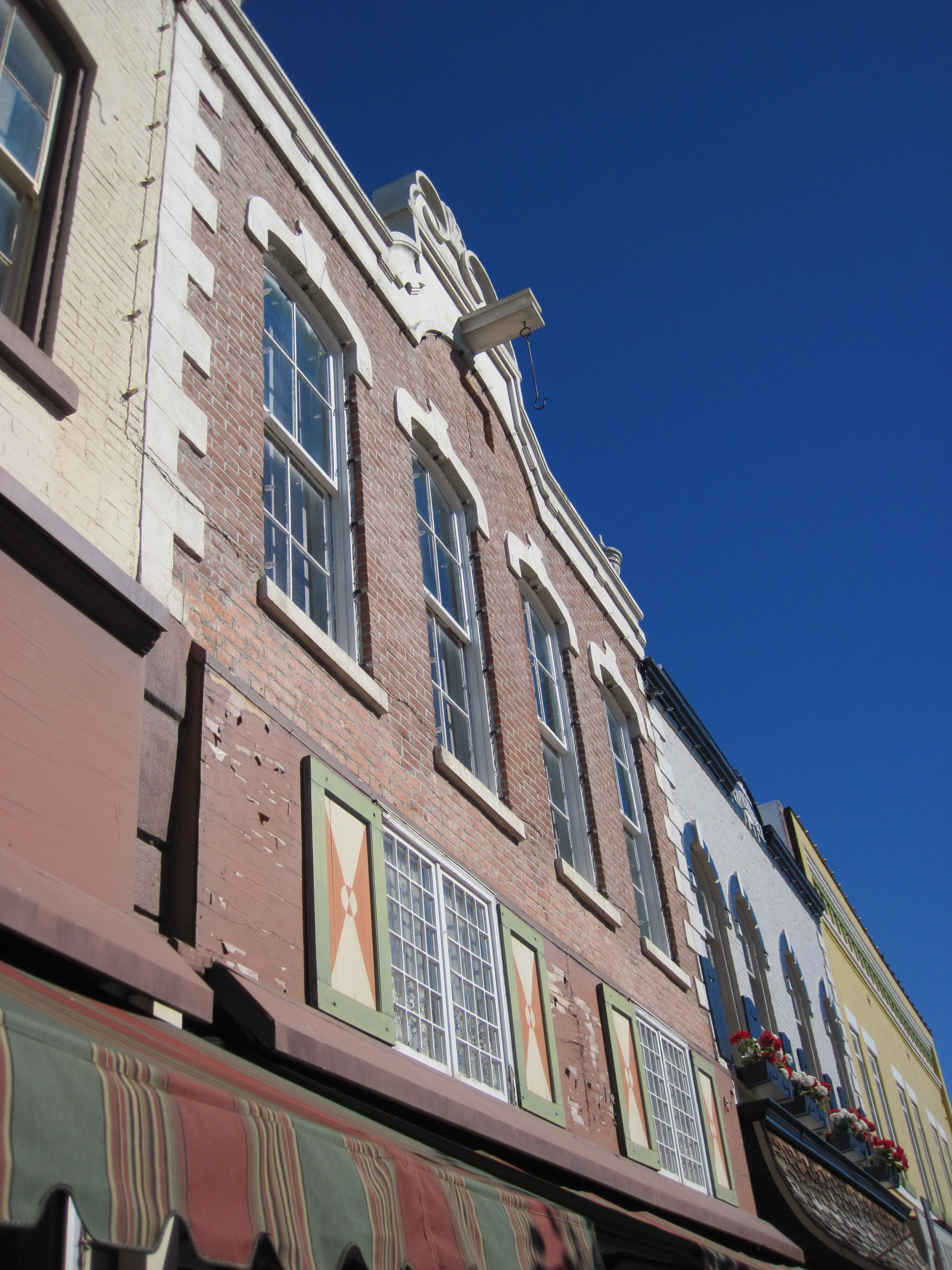